# Danny Ferry
Daniel John Willard Ferry (* 17. Oktober 1966 in Baltimore, Maryland) ist ein ehemaliger, US-amerikanischer Basketballspieler.
Unter anderem spielte der Small Forward bei den Cavaliers und den San Antonio Spurs.

## Karriere

### Collegezeit
Danny Ferry spielte vier Jahre an der Duke University, wo er 1989 als Senior mehrere National Player of the Year-Auszeichnungen gewann (Naismith, Oscar Robertson und UPI). Mit Duke zog er dreimal ins NCAA-Final Four ein (1986, 1988 und 1989). Zweimal gewann er den Titel des MVP des East-Regional-Turnieres. Ferry hält noch heute Dukes Punkterekord von 58 Zählern in einem Spiel gegen Miami am 10. Dezember 1988. Außerdem ist in den Bestenlisten der Schule zu finden: Er ist viertbester Punktesammler (2.155), fünftbester Rebounder (1.003) und gab die siebentmeisten Assists (506). Außerdem spielte er in den fünftmeisten Spielen (143).
1989 wurde seine Trikotnummer (35) von Duke retired, wird also nicht mehr an andere Spieler vergeben.

### NBA
Danny Ferry wurde nach seiner Zeit bei Duke in der NBA Draft 1989 von den Los Angeles Clippers an zweiter Stelle ausgewählt. Allerdings weigerte er sich, für die Clippers zu spielen. Er akzeptierte dann zunächst einen Vertrag in der italienischen Serie A bei Pallacanestro Virtus Roma. Kurz nachdem er nach Italien ging, tauschten die Clippers am 16. November 1989 seine Rechte und Reggie Williams zu den Cleveland Cavaliers. Dafür bekam Los Angeles Ron Harper, zwei Erstrundendraftpicks (1990 und 1992) und einen Zweitrundendraftpick (1991).
1990 unterzeichnete Ferry einen Zehnjahresvertrag bei den Cavaliers, für die er dann auch zehn Jahre spielte. Seine beste Saison hatte er 1995/96, als er 13,3 Punkte im Schnitt erzielen konnte. Danny absolvierte die meisten Spiele in der Geschichte der Cavaliers (723). Außerdem versuchte und traf er die zweitmeisten Dreier in der Vereinsgeschichte (543 von 1.409 Versuchen), erzielte die fünftbeste Dreierwurfquote (38,5 Prozent), spielte die sechstmeisten Minuten (15.045) und hatte die siebentbeste Freiwurftrefferquote (84,1 Prozent).
Am 10. August 2000 bekam Ferry einen Free-Agent-Vertrag bei den San Antonio Spurs. Er half den Spurs zur NBA-Meisterschaft 2002/03. Mit dem Titelgewinn beendete Ferry auch seine Karriere als aktiver Sportler.

### Managerkarriere
Zunächst arbeitete er weiterhin für die Spurs. Er war Director of Basketball Operations bis zum Titelgewinn von San Antonio in der Saison 2004/05.
Am 27. Juni 2005 wurde Ferry als General Manager für fünf Jahre von den Cleveland Cavaliers unter Vertrag genommen. Knapp fünf Jahre später, am 4. Juni 2010, verkündete er die Vertragsauflösung.
Ab dem 25. Juni 2012 war er der President of Basketball Operations und General Manager der Atlanta Hawks. Nach drei Jahren wurde er von dieser Aufgabe entbunden.